# Anax tristis
Anax tristis (лат.) — вид насекомых из семейства коромысловых (Aeshnidae) отряда стрекоз.

## Описание
Одна из крупнейших современных стрекоз.

## Распространение
Ангола, Бенин, Ботсвана, Бурунди, Габон, Гамбия, Гана, ДР Конго, Замбия, Зимбабве, Кабо-Верде, Камерун, Кения, Конго, Кот-д’Ивуар, Либерия, Маврикий, Мадагаскар, Майотта, Малави, Мозамбик, Намибия, Нигерия, Реюньон, Руанда, Сейшельские острова, Танзания, Того, Уганда, Центральноафриканская республика, Чад, ЮАР, Экваториальная Гвинея; возможны залёты в Мальдивы и Оман.
Естественная среда обитания — субтропический и тропический сухой лес, аналогичные влажные леса, саванна, кустарники, пресноводные озера и болота.